# Funduklijiwka
Funduklijiwka (ukr. Фундукліївка) – stacja kolejowa Kolei Odeskiej w osiedlu Ołeksandriwka w rejonie ołeksandriwskim na Ukrainie. Stację otwarto w 1876 r. i nazwano na cześć Iwana Fundukleja, działacza społecznego i politycznego, filantropa i uczonego.  
Stacja znajduje się między stacjami kolejowymi w Smile i w Znamjance. Przejeżdżają tędy pociągi pasażerskie i towarowe na trasach: Kijów–Chersoń, Żytomierz–Symferopol, Kijów–Berdiańsk, Lwów–Zaporoże, Chersoń–Petersburg, Mińsk–Symferopol i in.